# Weichtalhaus
Das Weichtalhaus ist eine Schutzhütte sowie ein alpines Ausbildungs- und Kletterzentrum der Naturfreunde Wien am südwestlichen Fuß des Schneebergs in Niederösterreich auf einer Höhe von 547 m ü. A.

## Lage
Das Weichtalhaus befindet sich nächst dem linken Ufer der Schwarza im Höllental und am Einstieg zur Weichtalklamm sowie schräg vis-à-vis des Großen Höllentals.

## Geschichte

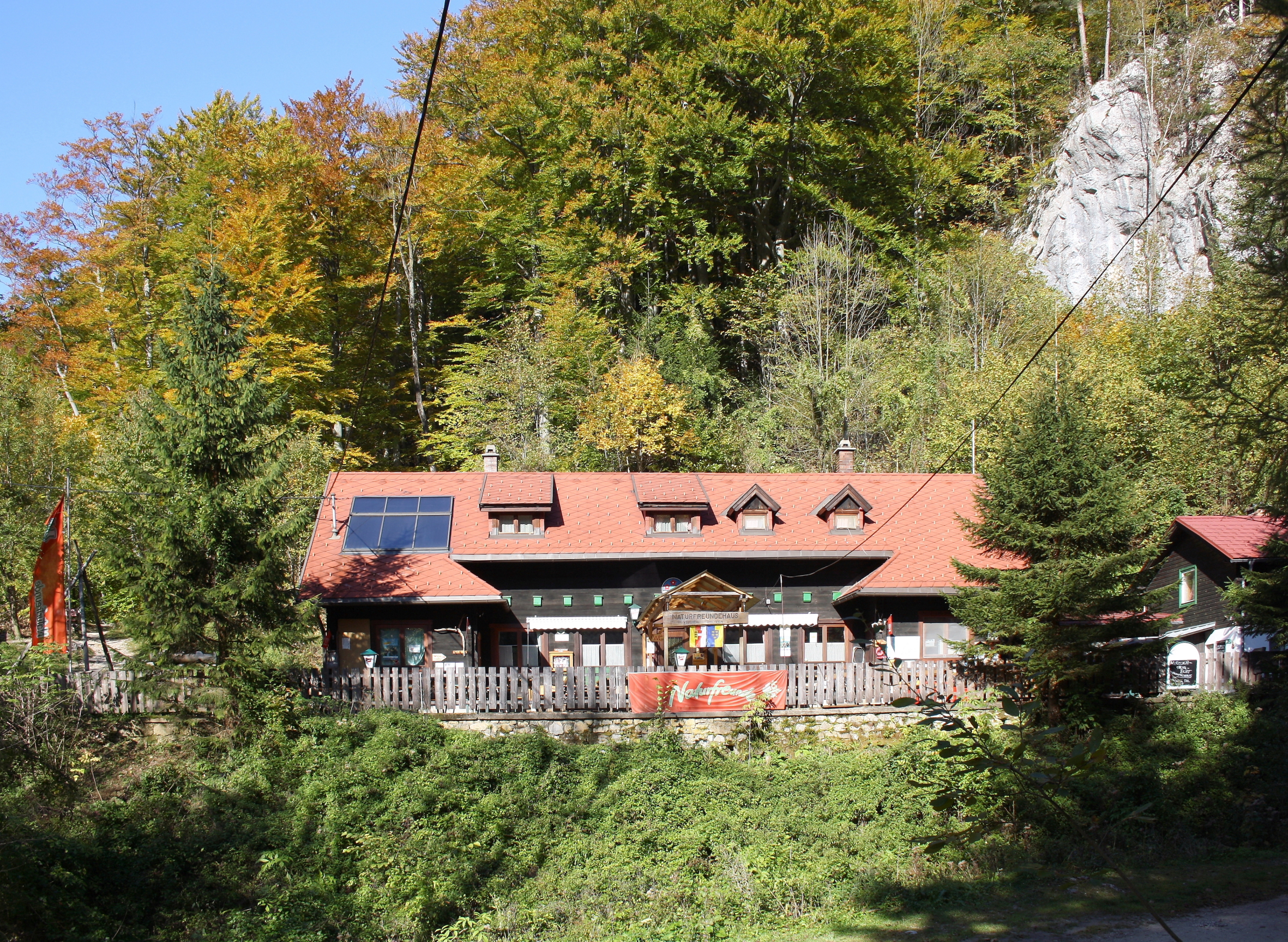
Das ehemalige Weichtalhaus

Das erste Weichtalhaus wurde Anfang der 1920er-Jahre von den Naturfreunden Wien errichtet und 1922 eröffnet. Ende Oktober 2013 musste es gesperrt werden, da sich der Baubestand in einem technisch-wirtschaftlichen nicht mehr sanierbaren Zustand befand. Vor dem Abriss im Herbst 2014 bot die Hütte rund 70 Schlafplätze (11 Betten und 60 Bettenlager).
In den Jahren 2014 und 2015 erfolgte der Neubau des Weichtalhauses um rund 1 Million Euro. Dieser dreigeschoßige Neubau mit 580 m² Nutzfläche, unter anderem als Ausbildungs- und Kletterzentrum konzipiert, umfasst 70 Schlafplätze (Betten und Betten-Lager), rund 50 Sitzplätze im inneren Gastbereich und einen Seminarraum für bis zu 50 Personen.

## Anreise
Mit dem Auto über die Höllental Straße. Rund acht Kilometer nach Reichenau an der Rax Richtung Schwarzau im Gebirge (unmittelbar vor dem Weichtalhaus befindet sich ein Großparkplatz).
Öffentlich mit dem Bus Nr. 1746 der Retter Linien (Haltestelle: Höllental Weichtalhaus).

## Touren
- Weichtalklamm-Steig; ein Steig mit der Schwierigkeitsstufe A/B von Klettersteigen[6], der den Weichtalgraben entlangführt und fallweise mit kurzen Leitern, Seilen und Ketten versichert ist. Der Einstieg erfolgt unmittelbar neben dem Weichtalhaus (547 m) und der Ausstieg auf einer Höhe von etwa 1180 m. Von dort kann man zur Kienthalerhütte (1380 m) hinaufgehen und in weiterer Folge bis auf das Klosterwappen (insgesamt rund 1500 Höhenmeter). Für den einfachen Abstieg retour zum Weichtalhaus bietet sich der Ferdinand-Mayr-Weg an.
- Großes Höllental mit mehreren Klettersteigen und Anschlusstouren wie beispielsweise zum Habsburghaus (1786 m) oder zur Neuen Seehütte (1643 m).
- Über den Wachthütt(e)lkammsteig auf das Raxmassiv zum Otto-Schutzhaus (1642 m).
- Über den Rudolfsteig entlang dem Kamm der Klobenwand auf das Raxmassiv zum Klobentörl (rund 1100 Höhenmeter).
- Das Weichtalhaus ist weiters ein wichtiger Stützpunkt für Weitwanderer auf dem Nordalpenweg, einem österreichischen Weitwanderweg von Wien nach Bregenz.

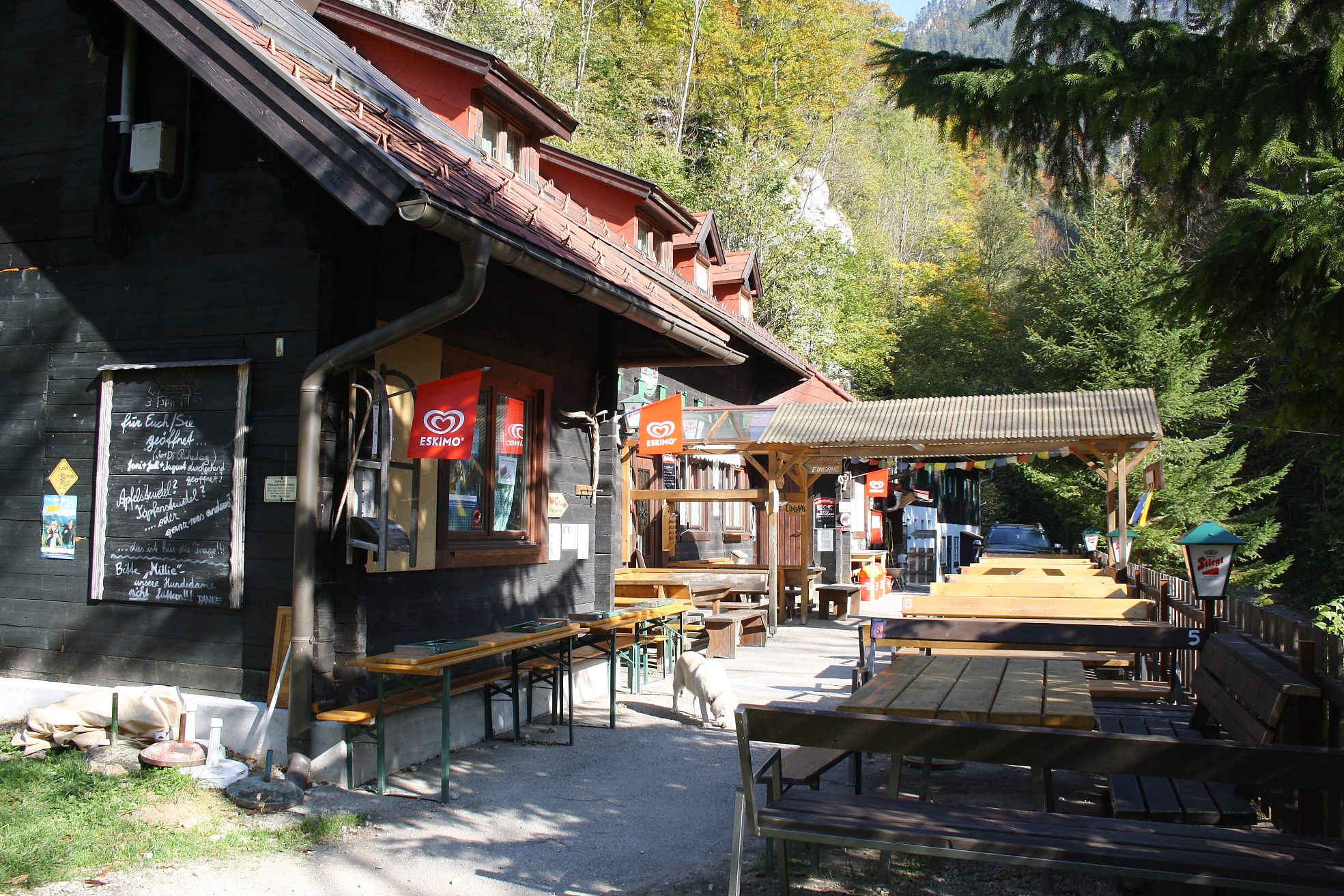
Ehemaliger Gastgartenbereich des alten Weichtalhauses